# Danilo Grassi
Danilo Grassi (* 1. Januar 1941 in Lonate Pozzolo) ist ein ehemaliger italienischer Radrennfahrer und Weltmeister und nationaler Meister im Radsport.

## Sportliche Laufbahn
1962 gewann er den Titel im Mannschaftszeitfahren bei den UCI-Straßen-Weltmeisterschaften mit Mario Maini, Dino Zandegu und Antonio Tagliani. Ein Jahr später gewann er bei der Weltmeisterschaft die Silbermedaille, ebenfalls im Mannschaftszeitfahren. In dieser Disziplin wurde er 1963 auch italienischer Meister. 1963 bestritt er die Internationale Friedensfahrt und beendete die Rundfahrt auf Platz 51. Nach dem Saisonende 1963 wurde er Berufsfahrer und fuhr bis 1967 bei verschiedenen italienischen Teams. 1965 konnte er eine Etappe im Giro d’Italia gewinnen, im Gesamtklassement wurde er 79. Ein Jahr später beendete er seine Laufbahn.